# آندره آردله
آندره آردله (به فرانسوی: André Hardellet) نویسنده قرن بیستم میلادی اهل فرانسه بود.